# Кузнецовский (Саратовская область)
Кузнецовский — поселок в Озинском районе Саратовской области. Входит в состав сельского поселения Первоцелинное муниципальное образование.

## География
Находится на расстоянии примерно 41 километр по прямой на север от районного центра поселка Озинки.

## Население
Население составляло 90 человек в 2002 году (казахи 74%),  39 в 2010.